# Křesťanství v Iráku

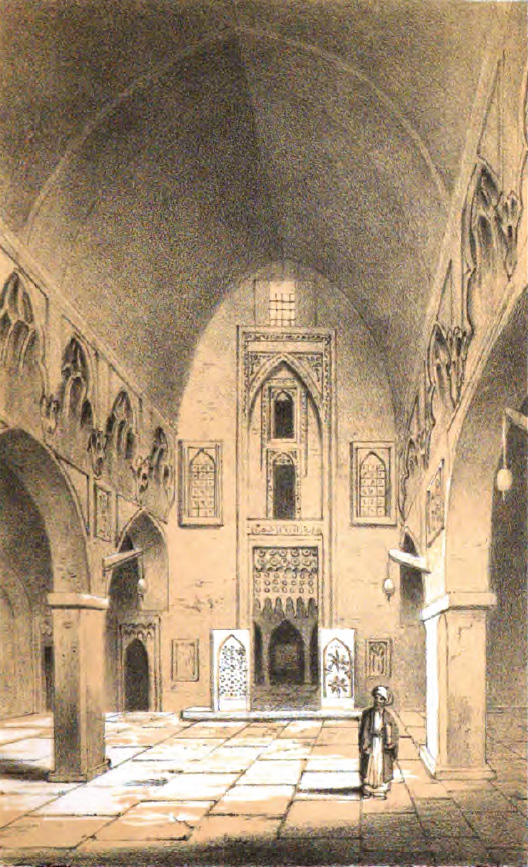
Kostel v Mosulu (pol. 19. stol.)

Křesťané v Iráku jsou považováni za jednu z nejstarších křesťanských komunit na světě. Velkou většinu iráckých křesťanů tvoří domorodí, aramejsky mluvící Asyřané, považovaní za potomky starověkých Mezopotánců. Další početnou skupinou iráckých křesťanů jsou Arméni a existují také malé skupiny kurdských, arabských a tureckých křesťanů.
Počet iráckých křesťanů dosahoval 1 500 000 v roce 2003, tehdy tvořili 6% populace, což bylo snížení oproti 12% ze 4,5 milionové populace v roce 1947. V roce 1987 dosahoval počet křesťanů 1,4 milionu, což bylo 8% populace. V průběhu války v Iráku po roce 2003 poklesly odhady počtu iráckých křesťanů na 450 000 až 200 000. Mezi nejrozšířenější Asyrské denominace v Iráku patří Chaldejská katolická církev.
Křesťané žijí převážně v Bagdádu, Basře, Irbílu a Kirkúku nebo v asyrských vesnicích v Ninivské planině na severu. Asyrští křesťané žijí v oblastech severního Iráku; a v regionech sousedících se severovýchodní Sýrií, severozápadním Íránu a jihovýchodního Turecka v oblasti zhruba odpovídající starověké Asýrii.
V Iráku není dovolen proselytismus, zejména vůči Muslimům. Muslimové, kteří změní své vyznání na křesťanství se stávají objektem společenského a oficiálního útlaku, který může vyústit i v trest smrti. Existují však případy, kdy muslimové přijmou víru a své odpadnutí od islámu vyhlásí neveřejně a tajně. Tito praktikující křesťané pak nemohou být uvedeni v žádné statistice.